# Vår grundade mening
Vår grundade mening var ett radioprogram som sändes i Sveriges Radio P1.
Ett program med titeln Vår grundade mening började sändas år 1970 under Peter Werners ledning. Namnet kom av att det ursprungligen handlade om åsiktsbildning i pressen. Med tiden fick programmet en mediekritisk karaktär, men namnet bestod. Bland programmets redaktörer under 1970-talet fanns Marianne Söderberg, Åke Lind och Claus Nowotny. Programmet hade inledningsvis en sporadisk utgivning.
Hösten 1981 återkom programmet, nu med Åke Pettersson som redaktör. I denna form skulle programmet sändas regelbundet från Sveriges Radio Malmö i 25 år. Andra som medverkade i programmet var Karin Olsson Bendix och Rakel Chukri.
År 2007 ersattes Vår grundade mening av de två andra P1-programmen Medierna och Publicerat. Det sista programmet sändes den 25 januari 2007.